# Elezioni regionali in Abruzzo del 1995
Le elezioni regionali italiane del 1995 in Abruzzo si sono tenute il 23 aprile. Esse hanno visto la vittoria di Antonio Falconio, sostenuto dal centro-sinistra, che ha sconfitto il candidato del Polo, Piergiorgio Landini.

## Risultati
| Candidati                            | Candidati                                            | Voti                                 | %     | Liste                              | Voti    | %     | Seggi |
| ------------------------------------ | ---------------------------------------------------- | ------------------------------------ | ----- | ---------------------------------- | ------- | ----- | ----- |
|                                      | Antonio Falconio (Abruzzo Democratico) ✔️ Presidente | 381 051                              | 48,22 | Partito Democratico della Sinistra | 173 726 | 24,13 | 9     |
| Partito della Rifondazione Comunista | Antonio Falconio (Abruzzo Democratico) ✔️ Presidente | 381 051                              | 48,22 | 65 668                             | 9,12    | 3     |       |
| Popolari                             | Antonio Falconio (Abruzzo Democratico) ✔️ Presidente | 381 051                              | 48,22 | 62 597                             | 8,69    | 2     |       |
| Patto dei Democratici                | Antonio Falconio (Abruzzo Democratico) ✔️ Presidente | 381 051                              | 48,22 | 48 395                             | 6,72    | 2     |       |
| Federazione dei Verdi                | Antonio Falconio (Abruzzo Democratico) ✔️ Presidente | 381 051                              | 48,22 | 20 886                             | 2,90    | 1     |       |
| Seggi assegnati alla lista regionale | Seggi assegnati alla lista regionale                 | Seggi assegnati alla lista regionale | 48,22 | 8                                  |         |       |       |
|                                      | Piergiorgio Landini (FI-PP - AN - CCD)               | 373 101                              | 47,21 | Forza Italia - Il Polo Popolare    | 141 685 | 19,68 | 7     |
| Alleanza Nazionale                   | Piergiorgio Landini (FI-PP - AN - CCD)               | 373 101                              | 47,21 | 128 539                            | 17,85   | 6     |       |
| Centro Cristiano Democratico         | Piergiorgio Landini (FI-PP - AN - CCD)               | 373 101                              | 47,21 | 53 745                             | 7,47    | 2     |       |
|                                      | Nicola Cucullo                                       | 19 479                               | 2,46  | Movimento Sociale Fiamma Tricolore | 10 000  | 1,39  | –     |
|                                      | Riccardo Chiavaroli                                  | 16 600                               | 2,10  | Lista Pannella - Riformatori       | 14 689  | 2,04  | –     |
| Totale                               | Totale                                               | 790 231                              | 100   |                                    | 719 930 | 100   | 40    |